# Блакитний лев (фільм)
«Блакитний лев» — радянський детективний художній фільм 1979 року, знятий за мотивами повісті В. Степанова та Ю. Ф. Перова «Святий Маврикій».

## Сюжет
Двоє злочинців вирішили вкрасти рідкісну поштову марку, проте в квартирі виявився чоловік, який стає їх заручником.

## У ролях
- Сос Саркисян — «Ювелир»
- Анаїда Гукасян — Гаяне
- Армен Сантросян — монтер
- Аліса Капланджян — художниця
- Вардуї Вардересян — домробітниця
- Генріх Асланян — професор

## Знімальна група
- Режисер — Генріх Маркарян
- Сценарист — Генріх Маркарян
- Оператор — Георгій Айрапетов
- Композитор — Грач'я Меликян
- Художник — Михайло Антонян